# Steven Best
Steven Best (sinh tháng 12 năm 1955) là một nhà văn từng đoạt giải thưởng, diễn giả nổi tiếng, trí thức công chúng và nhà hoạt động dày dạn kinh nghiệm với 30 năm làm việc trong các phong trào xã hội đa dạng. Ông tham gia vào các vấn đề trong ngày như quyền động vật, tuyệt chủng loài, khủng hoảng sinh thái, công nghệ sinh học, chính trị giải phóng, khủng bố, truyền thông đại chúng & văn hóa, toàn cầu hóa, và thống trị tư bản. Ông là Phó giáo sư nhân văn và triết học tại Đại học Texas, El Paso.
Best đã xuất bản 13 cuốn sách và hơn 200 bài báo và đánh giá (được dịch sang nhiều ngôn ngữ), ông giảng dạy ở gần hai mươi quốc gia, phỏng vấn với các phương tiện truyền thông toàn cầu, và xuất hiện hay được nổi bật trong nhiều bộ phim tài liệu. Năm 2007 ông được tạp chí VegNews bầu chọn là một trong 25 người ăn chay hấp dẫn nhất hành tinh. Từ Rumani đến Nga, Ba Lan đến Paris và Slovenia đến Nam Phi, ông truyền cảm hứng và thảo luận vấn đề ở cấp độ toàn cầu và cho thấy triết học có ý nghĩa như thế nào trong một thế giới đang gặp khủng hoảng.
Ông là đồng tác giả (với Giáo sư Douglas Kellner Đại học California, Los Angeles) của bộ ba nghiên cứu hậu hiện đại từng đoạt giải thưởng ("Lý thuyết hậu hiện đại: Cuộc thẩm vấn phê phán"; " Bước ngoặt hậu hiện đại: Nghịch lý chuyển đổi trong nghệ thuật, lý thuyết và khoa học " và " Nghiên cứu văn hóa ở thiên niên kỷ thứ ba " (Nhà xuất bản Guilford Press, năm 1991, 1997, 2001).
Gần đây, ông đã giới thiệu và đồng biên tập bốn tuyển tập đột phá gồm: " Những kẻ khủng bố hay những người đấu tranh tự do? Những phản ánh về Giải phóng Động vật " (Nhà xuất bản Lantern Books, năm 2004), " Ngọn lửa cách mạng: Những tiếng nói bảo vệ Trái Đất " (Nhà xuất bản AK Press, năm 2006), " Sự đàn áp học thuật: Những phản ánh từ học thuật - Khu công nghiệp " (Nhà xuất bản AK Press, năm 2010), và " Tổ hợp công nghiệp toàn cầu: Hệ thống thống trị " (Nhà xuất bản Rowman & Littlefield, năm 2011). Cuốn sách gần đây nhất của ông có tựa đề: " Chính trị giải phóng hoàn toàn: Cuộc cách mạng cho thế kỷ 21 " (Nhà xuất bản Rowman & Littlefield, năm 2014).
Nghiên cứu và giảng dạy của ông về các chủ đề quan trọng trong ngày, cùng với những vấn đề gây tranh cãi và hoạt động thu hút sự chú ý đã mang lại cho ông nhiều giải thưởng, tuy nhiên, sự ủng hộ nhiệt tình của ông về "giải phóng hoàn toàn" (tích hợp các cuộc đấu tranh để giải phóng con người, động vật và Trái Đất thành một phong trào toàn diện cho thay đổi hệ thống) cũng khiến ông bị đe dọa nghiêm trọng.

## Lý lịch
Sau khi học trung học ở Chicago, Ông làm công việc bình thường trong các nhà máy và lái xe tải trong vài năm. Ông theo học trường Cao đẳng DuPage (Illinois) từ năm 1977 đến năm 1979, nơi ông đã hoàn thành bằng liên kết về điện ảnh và sân khấu. Sau đó, ông học triết học tại Đại học Illinois tại Urbana-Champaign từ năm 1979 đến 1983, nơi ông nhận bằng cử nhân với xếp loại giỏi. Tại Đại học Chicago từ năm 1985 đến năm 1987 ông có bằng thạc sĩ, và tại Đại học Texas ở Austin từ 1989 đến 1993, ông nhận bằng Tiến sĩ.
Năm 1993, ông bắt đầu làm Trợ lý Giáo sư Nhân văn và Triết học tại Đại học Texas, El Paso sau đó được thăng lên làm Phó Giáo sư năm 1999, và là Chủ tịch Khoa Triết học 2002-2005.

## Học thuật
Một nhà văn của báo Chronicle of Higher Education đã mô tả ông năm 2005 là "một trong những tiếng nói học thuật hàng đầu về quyền động vật".
Best là đồng sáng lập của Institute for Critical Animal Studies (ICAS), trước đây gọi là Trung tâm các vấn đề giải phóng động vật (CALA). Sự quan tâm học thuật của ông là triết học lục địa, chủ nghĩa hậu hiện đại và triết học môi trường. Ông được biết đến với các quan niệm hậu cấu trúc về cách mạng, dựa trên quyền động vật và giải phóng hoàn toàn. Và là biên tập viên (với Anthony J. Nocella) " Những kẻ khủng bố hay những người đấu tranh tự do? Những phản ánh về Giải phóng Động vật " (2004), với lời tựa của Ward Churchill, và tập đồng hành về chủ nghĩa môi trường cách mạng " Ngọn lửa cách mạng: Những tiếng nói bảo vệ Trái Đất " (2006).
Ông đồng tác giả với Douglas Kellner một bộ ba văn bản được đánh giá cao về lý thuyết hậu hiện đại và nghiên cứu văn hóa - " Lý thuyết hậu hiện đại: Cuộc thẩm vấn phê phán (1991), Bước ngoặt hậu hiện đại (1997), và Cuộc phiêu lưu hậu hiện đại: Khoa học, Công nghệ và Nghiên cứu văn hóa ở thiên niên kỷ thứ ba" (2001).
Với Peter McLaren và Anthony J. Nocella II, Best đồng chỉnh sửa "Sự đàn áp học thuật : Những phản ánh từ học thuật - Khu công nghiệp" (2010).

## Hoạt động

### Văn phòng báo chí giải phóng động vật
Vào tháng 12 năm 2004, ông đồng sáng lập Văn phòng Báo chí Giải phóng Động vật Bắc Mỹ, hoạt động như một cơ quan truyền thông cho một số nhóm bảo vệ động vật, bao gồm Mặt trận Giải phóng Động vật (ALF), mặc dù ông nói rằng mình không phải là một nhà hoạt động ALF.

### Quan điểm về sự bất tuân dân sự và bạo lực
Best thực hiện một số bài đăng nhắm mục tiêu vào những người khác trong phong trào bảo vệ quyền động vật, những người không đồng ý với bạo lực, người mà ông gọi là "Franciombes" tên sau của Gary Francione - người tin rằng chỉ nên theo đuổi quyền động vật thông qua các biện pháp hòa bình.
Ông giải thích lời biện minh cho sự bất tuân dân sự trong bài tiểu luận Beyond Liber Liberation.

### Cấm vào Vương quốc Anh
Năm 2005, ông lên kế hoạch tham gia một cuộc tụ họp để ăn mừng việc đóng cửa trang trại Newchurch, nơi nuôi chuột lang cho mục đích nghiên cứu. Trang trại bị đóng cửa do hậu quả của các cuộc biểu tình từ phong trào quyền động vật. Sau đó, Charles Clarke, Bộ trưởng Nội vụ Anh cho biết ông sẽ dựa vào các quy tắc mới của Bộ Nội vụ để ngăn chặn người dân vào Anh nếu họ "xúi giục, biện minh hoặc tôn vinh bạo lực khủng bố theo những niềm tin riêng, tìm cách xúi giục người khác để hành động khủng bố, hay tìm cách khiêu khích người khác để thực hiện hành vi tội phạm nghiêm trọng khác. "  Trong một lá thư gửi Best vào ngày 24 tháng 8 năm 2005, Clarke đã viện dẫn một bình luận của Best được trích dẫn trên tờ nhật báo The Daily Telegraph: "Chúng tôi không phải là những kẻ khủng bố, nhưng chúng tôi là một mối đe dọa. Chúng tôi là một mối đe dọa cả về mặt kinh tế lẫn triết học. Quyền lực của chúng tôi không phải là quyền bầu cử mà là quyền ngừng sản xuất. Chúng tôi sẽ phá vỡ luật và phá hủy tài sản cho đến khi chúng tôi thắng. " Ông cũng bị cáo buộc khi nói rằng phong trào bảo vệ quyền động vật không muốn "cải tổ" thuật giải phẫu sinh thể mà chỉ "quét sạch chúng khỏi bộ mặt của Trái Đất".
Trong bức thư của Bộ trưởng Nội vụ cho biết: "Khi ông bày tỏ quan điểm như vậy, ông đang xúi giục và biện minh cho bạo lực khủng bố và tìm cách khiêu khích người khác hành động khủng bố và thúc đẩy hoạt động tội phạm nghiêm trọng khác". Bức thư được đề ngày cùng ngày Bộ Nội vụ công bố danh sách các hành vi mới cho trường hợp những người bị cấm vào Anh. Trong danh sách này, những người viết, nói, điều hành trang web hay sử dụng các vị trí của họ như là giáo viên để bày tỏ quan điểm "ủng hộ, biện minh hoặc tôn vinh bạo lực để củng cố niềm tin riêng " sẽ bị cấm hoặc bị trục xuất khỏi nước Anh. Chính phủ Anh gọi các biện pháp mới là một phần trong nhiệm vụ giải quyết khủng bố và chủ nghĩa cực đoan.
Best trả lời bằng cách nói rằng nó không làm ông ngạc nhiên. Ông nói trên báo Chronicle of Higher Education: "Đó chỉ là vấn đề thời gian, đặc biệt là sau vụ đánh bom London ngày 7 tháng 7 năm 2005. Không khí ở Anh hoàn toàn không thể tin được. Nó rất phát xít. Nó đang trở thành một nhà nước cảnh sát. " 